# Co' Sang
Co' Sang, est un groupe de hip-hop italien, originaire de Naples. Durant son existence, il est composé de Ntò et Luchè, et au début composé aussi de Denè et Daiana. Le groupe se sépare en 2012.

## Biographie
Originaire du quartier Marianella de Naples, à la frontière entre Scampia, Piscinola, Chiaiano et Miano, les membres commencent leur voyage musical en participant à l'album auto-produit Spaccanapoli du crew napolitain Clan Vesuvio en 1997, avec le titre Paura che passa, écrit et produit avec Denè et Daiana, initialement membres de Co 'Sang. La séparation entre Ntò et Luche et Dénés et Daiana, mène le groupe à adopter une nouvelle ligne musicale.
Ce n'est qu'en 2005 et 2006 que le duo commence une série de collaborations avec de grands artistes de la scène nationale comme Rischio  et Inoki, respectivement sur les albums Reloaded - Lo spettacolo è finito Pt. 2 et The Newkingztape. La compilation Napolizm contient deux chansons du rappeur napolitain : Int 'O Rione et Pnzier' pesant avec Fuossera.
Également en 2005, le groupe sort son premier album, intitulé Chi more pe' mme, composé de 16 pistes. Les productions sont gérées par Luché, à l'exception de trois pistes produites par 'O Red del Clan Vesuvio, et l'album fait participer le rappeur Lucariello, le trio de Fuossera, le rappeur jamaïcain 2Bad, le chanteur de reggae américain Elementree et le pianiste Giuseppe Avitabile. En octobre 2006, le label Universal Music décide de prendre en charge la distribution de Chi more pe' mme. La capacité à être produit par un grand label permet au duo de mieux se faire connaitre, grâce notamment à leur apparition en couverture de la 168e édition du magazine Noise. La sortie de l'album est également annoncée à plusieurs concerts de Co 'Sang en Italie.
En 2012, le groupe se sépare, les membres souhaitant continuer en solo,.

## Discographie

### Albums studio
- 2006 : Chi more pe' mme
- 2009 : Vita bona
- 2024 : Dinastia

### Mixtape
- 2010 : Poesia Cruda Mixtape Vol. 1

### Singles
- 2006 : Int' O Rione
- 2007 : Fin quanno vai 'ncielo
- 2009 : Indy-Geni
- 2010 : Nun Me Parlà 'e Strada (feat. Marracash et El Koyote)
- 2011 : Vita Bona

### Participations
- 2005 : Fuossera feat. Co'Sang - Penzier Pesant - (sur l'album Napolizm)
- 2005 : Club Dogo feat. Co'Sang - You Know NA-MI - (sur l'album Roccia Music Vol. 1)
- 2005 : Mr. Phil feat. Co'Sang - Taglia A' Curt - (sur l'album Guerra fra poveri)
- 2005 : DJ Fast feat. Co'Sang - Intro - (sur l'album Fast World Vol.2)
- 2006 : Rubo feat. Co'Sang - Mantien 'a Capa - (sur l'album Infinite Beats)
- 2006 : Inoki feat. Co'Sang - Grandine (sur l'album The Newkingztape)
- 2006 : Rischio feat. Co'Sang - Easy Rider (sur l'album Reloaded - Lo spettacolo è finito Pt. 2)
- 2007 : Fuossera feat. Co'Sang - L'essere : (sur l'album Spirito e materia)
- 2008 : Big Aim & Yaky feat. Co'Sang - Tuoccame pe' sempe
- 2008 : Sangue Mostro feat. Co'Sang, Casti' e B.Fiengo - Napoli pt.2. - (sur l'albumL'urdimu tip)
- 2008 : Marracash feat. Co'Sang - Triste ma vero (sur l'album Marracash)
- 2008 : Aban feat. Co'Sang - Appeso ad un filo (sur l'albumLa bella Italia)
- 2010 : Club Dogo feat. Co'Sang - Anni zero (sur l'albumChe bello essere no])
- 2011 : Franco Ricciardi feat. Co'Sang e Ivan Granatino - Stand By (sur l'album Zoom)
- 2011 : Shablo e Don Joe feat. Co'Sang - Perché posso (sur l'album Thori & Rocce)
- 2011 : Marracash feat. Co'Sang - Se la scelta fosse mia (sur l'album Roccia Music II)
- 2011 : Co' Sang feat. Dal Basso - Fa l'Omm
- 2011 : Co' Sang feat. Monsi Du VI - NA
- 2011 : Marracash feat. Co'Sang - Noi no (sur l'album King del rap)
- 2011 : Enzo Avitabile feat. Co'Sang - Mai cchiù (Black Tarantella)
- 2024 : Geolier feat. Co'Sang - Cchiù fort (sur l'album Dio lo sa)